# Фредерік Вінтер
Фредерік Франк Вінтер (дан. Frederik Franck Winther, нар. 4 січня 2001, Гентофте, Данія) — данський футболіст, центральний захисник німецького клубу «Аугсбург» та молодіжної збірної Данії.
На правах оренди грає у данському «Брондбю».

## Ігрова кар'єра

### Клубна
Фредерік Вінтер народився у передмісті Копенгагена і займатися футболом у віці 6 - ти років починав в академії столичного клубу Б-1903, звідки пізніше перейшов у молодіжну команду «Люнгбю». Саме у складі останнього у березні 2019 року футболіст дебютував на професійному рівні у турнірі данської Суперліги. У травні того року Вінтер підписав з клубом контракт на п'ять років. Надалі у послугах центрального захисника виявляли зацікавленість ряд європейських клубів. Серед яких нідерландські «Аякс» та ПСВ, німецький «РБ Лейпциг» та австрійський «Зальцбург».
У жовтні 2020 року була оприлюднена інформація, що Вінтер підписав контракт до 2025 року з німецьким клубом «Аугсбург» але залищається у «Люнгбю» до кінця сезону на правах оренди.
У складі німецького клубу футболіст провів п'ять матчів, а в січні 2023 року знову повернувся до Данії. Цього разу Вінтер відправився в оренду у клуб «Брондбю».

### Збірна
У листопаді 2021 року Фредерік Вінтер дебютував у складі молодіжної збірної Данії.